# Shō

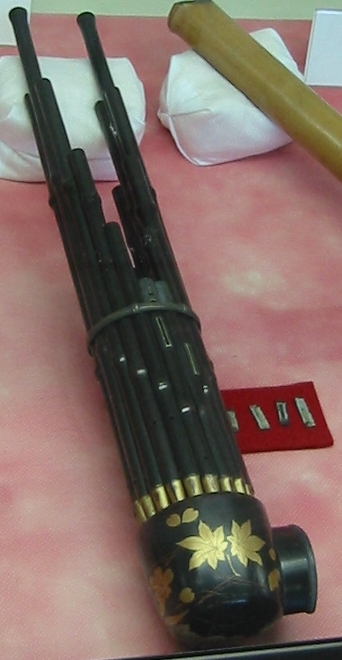
Photo d'un shô montrant l'embouchure (en bas, à droite).

Le shō (笙) est l'orgue à bouche de la musique japonaise traditionnelle,
principalement le style gagaku.

## Facture
Les tuyaux de cet instrument à anche libre très fine (donc très sensible) sont perpendiculaires à l'axe de l'embouchure.

## Instrument semblables
- Chine : sheng
- Viêt Nam : sanh (笙)
- Corée : saenghwang (생황/笙簧)
- Laos et Isan thaïlandais: khên, proche (en jeu sinon en forme extérieure).

## Terminologie
Les noms asiatiques de cet instrument viennent tous du chinois ancien 笙簧, shēnghuáng (en mandarin standard chinois : 笙 ; pinyin : shēng).
Le nom français shō est la transciption du japonais (笙).
En vietnamien, l'instrument est appelé sanh ou sênh ,
et, en coréen, saenghwang , qui vient du nom .